# Красный Угол (Брянская область)
Красный Угол — поселок в Погарском районе Брянской области в составе Витемлянского сельского поселения.

## География
Находится в южной части Брянской области на расстоянии приблизительно 11 км на юг-юго-восток по прямой от районного центра города Погар. В поселке расположена железнодорожная станция Судость на линии Унеча-Хутор Михайловский.

## История
Основан в XX веке, работал колхоз «Новая Одесса». На карте 1941 года отмечен как поселение с 57 дворами.

## Население
Численность населения: 224 человека в 1979 году, 147 человек (русские 98 %) в 2002 году, 73 в 2010.